# 富士商
富士商株式会社（ふじしょう）は、山口県山陽小野田市に本部を置く石油を主力とした企業。出光興産（旧昭和シェル石油）の特約店。
サービスステーション（ガソリンスタンド）の運営を行うほか、エネルギー部門を中心に複数のグループ企業を抱える。

## 事業内容
- 産業エネルギー事業
  - 潤滑油・グリース - 石油製品の取り扱いや設備のオイルメンテナンス、適切な潤滑油選定、オイル分析などを行う。[2]
  - 燃料油 - ガソリン・灯油・軽油・A重油・LSA重油・C重油などの各種石油製品を取り扱っている。[2]
  - 配送センター -  産業⽤の燃料配送事業を展開しており、⼩野⽥港に⾃社油槽所と配送センターを保有している。
  - DPF事業 - リビルト品の販売や買取、DPFマフラーの洗浄サービスなどを提供している。[3]
  - 固形燃料 - 燃焼⽤⼀般炭、⽯炭コークス、オイルコークス、無煙炭、コークス粉、加炭材、鉱⽯等、各種固形燃料を豊富に取り扱っている。
  - アスファルト - 石油製品の製造過程で精製されるアスファルト製品の研究開発・製造・販売を行う。
  - その他商材 - ストレッチフィルムやニトリル手袋等の物流資材、製品梱包資材等の多様の石油製品の販売を行う。[4]

- 環境ソリューション事業
  - 太陽光発電システム[5]、ソーラーカーポート[6]、V2H・蓄電池[7]、EV普通充電器・EV急速充電器[8]、LED照明・ソーラー街灯[9]、EVシェア＆エネルギーマネジメントシステム[8]、CO2フリー電力[10]、LNG・バイオマス燃料[11]の提供を行う。
- フード事業 - 自社オリジナル加工商品の通信販売を行う。[12] オンラインショップとしてECサイト「厳選肉専門店ふじ匠[13]」を運営しており、山陽小野田市のおのだサンパーク内で精肉店ふじ匠[14]を運営している。
- 企画営業事業 - お中元・お歳暮、各種お祝いの商品を取り扱うギフト物販や、各種イベントの景品、名入れサービス等を提案するノベルティ企画[15]を行っている。また、アスクルの代理店としてデスク⽤品、⽂具、消耗品、オフィス家具などを取り扱っており[16]、アサヒ飲料の一次店として自動販売機の新規設置も行っている[17]。
- FC事業 - 買取大吉山口葵店[18]、イオンタウン周南久米店[19]、アルク小野田店[20]の運営を行っている。
- 総合空間サービス事業 - 企業のコーポレートサインを中心としたサインの設計・製作を行っている。また、オフィス家具の提供や内装デザイン・施工、輸入家具の提供などを行う。
- 不動産事業 - 学生向けのアパート経営、賃貸管理を行っている。

## 沿革
- 1952年（昭和27年）7月 - 富士商株式会社設立。
- 1959年（昭和34年）8月 - シェル石油特約店となる。
- 1963年（昭和38年）4月 - 小野田水産株式会社設立。
- 1965年（昭和40年）2月 - 富士海運株式会社設立。
- 1967年（昭和42年）4月 - 富士運輸株式会社設立。
- 1970年（昭和45年）
  - 3月 - 西部プロパン株式会社（現・エネックス）設立。
  - 5月 - 小野田港油槽基地を設置。
- 1973年（昭和48年）1月 - 富士産業株式会社設立。
- 2004年（平成16年）4月 - 株式会社ソシオ設立。
- 2016年（平成28年）6月 - 富士商グループホールディングス株式会社 (FGHD) を設立し、持株会社制に移行。富士商および同社の子会社がFGHDの子会社となる。
- 2020年（令和2年）
  - 2月 - DPF洗浄工場山口工場運営開始
  - 11月 - ECサイト「厳選肉専門店ふじ匠」開設

- 2021年（令和3年）11月 - DPF洗浄工場広島工場運営開始
- 2022年（令和4年）
  - 6月 - 富士商グリーンレーベル開設
  - 10月 - 買取大吉山口葵店オープン
- 2023年（令和5年）
  - 7月 - 富士商ブラックレーベル開設
  - 10月 - 精肉店ふじ匠オープン
- 2024年（令和6年）2月 - 買取大吉イオンタウン周南久米店オープン

## グループ企業
- 小野田通運（運送業）
- 富士運輸（運送業）
- 富士海運（海運業）
- 富士産業（機械設備等の建設）
- エネックス（液化石油ガスの卸・小売）
- 都市産業（産業廃棄物処理業）
- 富士商リテールサービス株式会社（車両整備）
- 小野田商業開発株式会社（おのだサンパーク）
- 有限会社きららナビデザインワークス
- 有限会社竜王
- 西部特アス（特殊アスファルト製造）
- 有限会社レンタワーク（ビジネスレンタカー）
- サン・カルパ株式会社（ホットヨガスタジオ）
- 西部クリーンガス供給センター株式会社（液化石油ガス配送業）
- 有限会社角田油業（廃油処理業）